# CA Osasuna (női csapat)
A Club Atlético Osasuna Femenino a CA Osasuna női labdarúgó szakosztálya, melyet 2003-ban hoztak létre. Jelenleg a spanyol másodosztály, a Segunda División tagja.

## Stadion
Az 1982-ben létrehozott, Pamplonától 7 km-re elhelyezkedő Tajonari Sportközpontban játsszák mérkőzéseiket. A 4000 néző befogadására is alkalmas létesítmény az Osasuna korosztályos csapatainak is otthona.

## Játékoskeret
2022. szeptember 10-től
| #  |     | Poszt | Név                |
| -- | --- | ----- | ------------------ |
| 1  | ESP | K     | Silvia Romarategui |
| 13 | ESP | K     | Maitane Irañeta    |
| 22 | ESP | K     | Jaione Larraiotz   |
| 30 | ESP | K     | Nerea Lacosta      |
| 2  | ESP | V     | Irati Urruzola     |
| 3  | ESP | V     | Saioa Larumbe      |
| 4  | ESP | V     | Vera Martínez      |
| 5  | ESP | V     | Josune Urdániz     |
| 11 | ESP | V     | Aitana Zumárraga   |
| 24 | ESP | V     | Merche Izal        |
| 6  | ESP | KP    | Celia Ochoa        |

| #  |     | Poszt | Név               |
| -- | --- | ----- | ----------------- |
| 7  | ESP | KP    | Miriam Rivas      |
| 8  | ESP | KP    | Vanessa Rodríguez |
| 15 | ESP | KP    | Leyre Fernández   |
| 16 | ESP | KP    | Mar Torrás        |
| 19 | ESP | KP    | Arantxa Medina    |
| 9  | ESP | CS    | María González    |
| 10 | ESP | CS    | Patricia Zugasti  |
| 14 | ESP | CS    | Iara Lacosta      |
| 17 | ESP | CS    | Carmen Sobrón     |
| 18 | ESP | CS    | Maitane Vilariño  |
| 21 | ESP | CS    | Alexia Blanco     |

## Korábbi híres játékosok
| - Lidia Alén - María Blanco - Sara Carrillo - Garazi Fácila - Carmen Fresneda - Maite Garde - Lorena Herrera - Paula Herrero - Maider Irisarri - Izaskun Leoz | - Oihane - Maite Oroz - Marián Pueyo - Nerea Salinas - Nerea Tellería - Uxue Astiz - Nerea Valeriano - Ana Velázquez - Amancay Urbani |